# Geohydrodynamický systém
Geohydrodynamický systém je soustava kolektorů, izolátorů a poloizolátorů, u kterých je umožněn přenos tlaku nebo hmoty (proudění vod, jiných kapalin nebo plynů). Rozhraní mezi geohydrodynamickými systémy tvoří tzv. hydraulické bariéry. 

## Zvodněný systém
Zvodněným systémem rozumíme horninové prostředí, v jehož pórech se vyskytuje pouze voda. V podstatě se jedná o tzv. saturovanou zónu. Zvodněné systémy se klasifikují podle intenzity vodní výměny se zemským povrchem na:

### systémy s intenzivní vodní výměnou
Systémy s intenzivní vodní výměnou zvodně s volnou a část zvodní s napjatou hladinou podzemní vody, u nichž se doba zdržení vody v horninovém prostředí pohybuje řádově pouze letech až stovkách let. Typickým příkladem jsou  např. mělké zvodně v údolních nivách nebo terasách řek. 

### systémy s omezenou vodní výměnou
Jsou tvořeny z převážné část zvodněmi s napjatou hladinou podzemní vody, u nichž se doba zdržení vody v horninovém prostředí pohybuje řádově v tisících až desetitisících let. Typické jsou např. pro struktury minerálních či termálních vod nebo velké struktury prostých pitných vod (např. v České křídové pánvi).

### systémy bez vodní výměny se zemským povrchem
Bývá tvořena zvodněmi s napjatou hladinou s velmi dlouhou dobou uzavření vod ve struktuře. Typické jsou např. pro synsedimentární fosilní vody naftových ložisek. 

Geohydrodynamické systémy
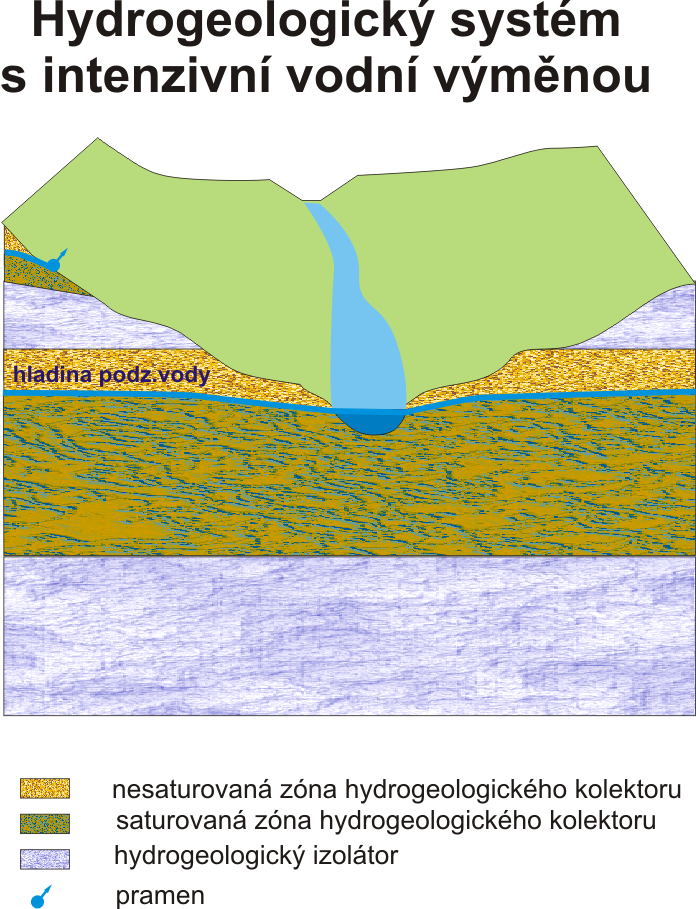
Systém s intenzivní vodní výměnou
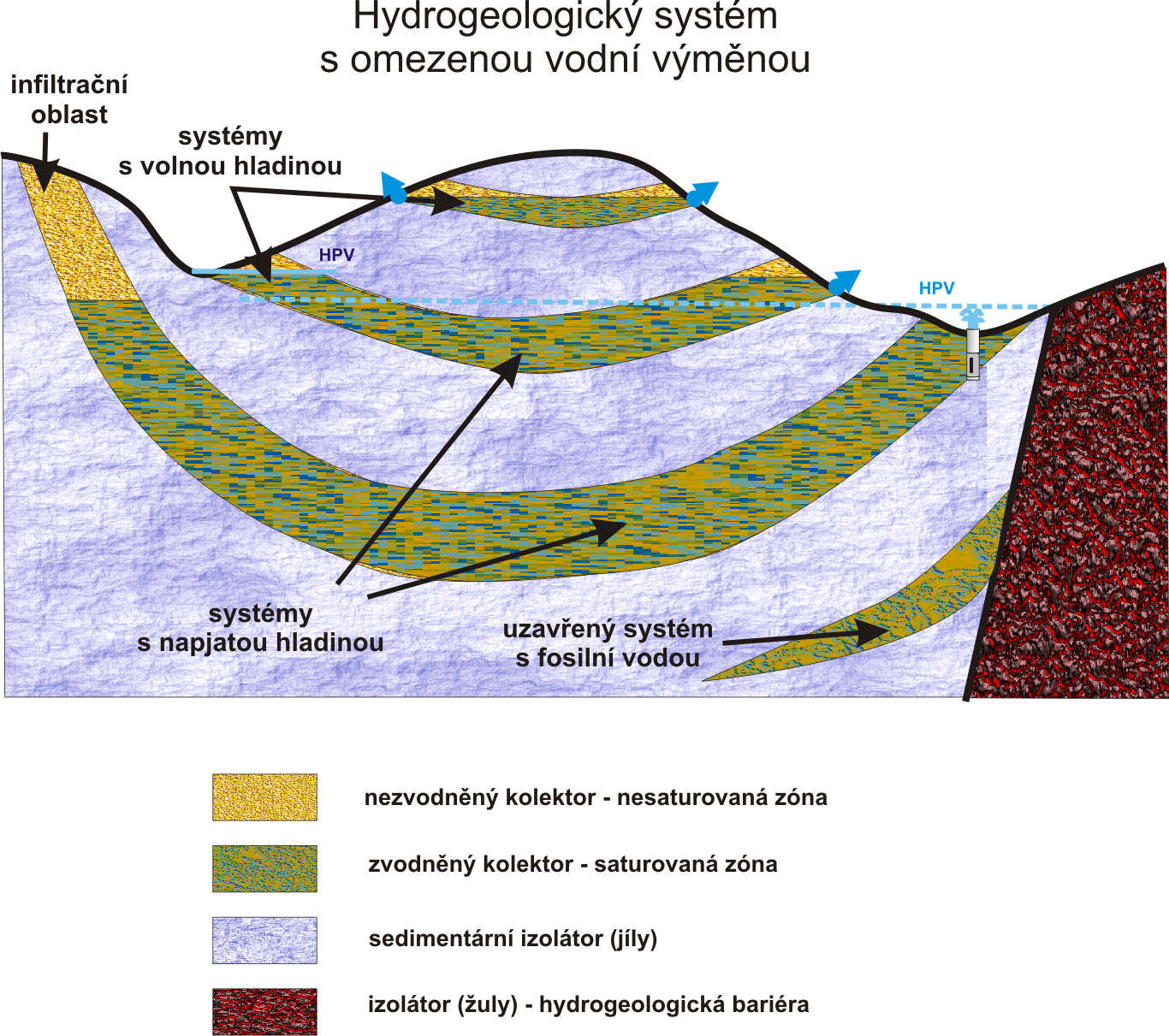
Systém s omezenou vodní výměnou